# Antoine Tracqui
 (août 2024).
Il peut être nécessaire de l'améliorer pour respecter le principe de neutralité de point de vue. Veuillez consulter la page de discussion pour plus de détails.

Antoine Tracqui, né le 16 mai 1961, est un médecin légiste, toxicologue, écrivain et scénariste de bandes dessinées français. Il a obtenu le prix Révélation des Futuriales 2014 pour son premier roman, Point Zéro.

## Biographie
Antoine Tracqui est né le 16 mai 1961. Sa famille paternelle est originaire du bourg de Bessans, en Haute-Maurienne.

### Carrière médico-légale
Après avoir poursuivi ses études de médecine à Nice puis Strasbourg, Antoine Tracqui a accompli l’essentiel de sa carrière hospitalo-universitaire à l’Institut de médecine légale de Strasbourg (IMLS), avec la double qualification de médecin légiste et de toxicologue analyste. Il a dirigé de 2005 à 2013 le laboratoire de toxicologie judiciaire de l’IMLS. Au plan universitaire, ses travaux de recherche ont notamment porté sur le développement de méthodes d’analyse toxicologique, en particulier par chromatographie en phase liquide couplée à la détection par barrette de diodes (HPLC-DAD), ou à la spectrométrie de masse (HPLC-MS), et sur l’évaluation des prélèvements non conventionnels (cheveux, vêtements, larves d’arthropodes, viscères putréfiés, os...) pour les investigations toxicologiques réalisées en post-autopsie,,,,.
Ensuite nommé professeur des universités-praticien hospitalier (PU-PH), il a dirigé de 2016 à 2020 le service de médecine légale du CHU de Besançon, avant de quitter ses fonctions hospitalo-universitaires pour se consacrer pleinement à sa carrière littéraire[réf. nécessaire].
En tant que médecin légiste ou toxicologue, Antoine Tracqui est intervenu dans plusieurs procédures criminelles et/ou médico-judiciaires médiatisées, comme la catastrophe aérienne du mont Sainte-Odile, les affaires Narumi Kurosaki, Jonathann Daval,, mais aussi les attentats terroristes perpétrés à Paris les 7 janvier et 13 novembre 2015.

### Romancier
Amateur de littératures de l’imaginaire avec une appétence particulière pour le techno-thriller[réf. nécessaire], genre peu représenté en France, Antoine Tracqui a entamé l’écriture de son premier roman, Point Zéro, en 2009. L’ouvrage, publié en 2013 aux éditions Critic, recevra un accueil favorable de la critique, et se verra récompensé par le Prix Révélation des Futuriales 2014.
Ses héros Poppy Borghese et Caleb McKay reviendront ensuite dans Mausolée (2015) et Lune de Glace (2020), également publiés chez Critic. Les trois ouvrages, constituant la trilogie Hard Rescue, seront ensuite réédités chez Pocket[réf. nécessaire].
Point Zéro a fait l’objet d’une adaptation en bande dessinée, réalisée par Harry Bozino avec Roberto Meli au dessin, et publiée aux Humanoïdes Associés sous forme de diptyque en 2021 et 2022[réf. nécessaire].

### Scénariste de bandes dessinées
Antoine Tracqui scénarise le tome 7 de la série Oracle aux éditions Soleil. Intitulé « Le Clairvoyant », l’album dessiné par Lucio Leoni et Emanuela Negrin sera publié en 2016. Passant de la mythologie grecque aux robots extraterrestres, il récidive en écrivant le tome 9 de la série Androïdes (« Le Berger »), dessiné par Sylvain Ferret et publié en 2021, également chez Soleil.
Il rejoint ensuite en 2023 les éditions Oxymore créées par Mourad Boudjellal, et signe pour une série-concept de polars médico-légaux intitulée Autopsie ;  le premier opus, « Le Sacrificateur », dessiné par Francesca Follini et Paolo Antiga, paraît le 9 octobre 2024[réf. nécessaire].

## Œuvres

### Romans
- Point Zéro, Pocket, coll. « Thriller » (no 15422), 2016 (1re éd. 2013, Critic), 1149 p. (ISBN 978-2-266-23534-1).
- Mausolée, Pocket, coll. « Thriller » (no 7206), 2017 (1re éd. 2015, Critic), 1181 p. (ISBN 978-2-26-626361-0).
- Lune de Glace, Pocket, coll. « Thriller » (no 18816), 2023 (1re éd. 2020, Critic), 797 p. (ISBN 978-2-266-32911-8).

### Bandes dessinées
- Oracle  (ill. Lucio Leoni et Emanuela Negrin), t. 7 : Le Clairvoyant, Soleil, 2016 (ISBN 978-2-302-05050-1).
- Androïdes  (ill. Sylvain Ferret), t. 9 : Le Berger, Soleil, 2021 (ISBN 978-2-302-09170-2).
- Hard Rescue  (ill. Roberto Meli, adaptation du roman Point Zéro par Harry Bozino), t. 1 : La Baie de l’Artefact, Humanoïdes Associés, 2021 (ISBN 978-2-7316-4435-7).
- Hard Rescue  (ill. Roberto Meli, adaptation du roman Point Zéro par Harry Bozino), t. 2 : Point Zéro, Humanoïdes Associés, 2022 (ISBN 978-2-7316-3482-2).
- Autopsie  (ill. Francesca Follini et Paolo Antiga), t. 1 : Le Sacrificateur, Oxymore, 2024 (ISBN 9782385610760).

## Prix et récompenses
- Finaliste du Prix Polars pourpres découverte 2013 : Point Zéro[24]
- Lauréat du Prix Révélation des Futuriales 2014 : Point Zéro[20]
- Finaliste du Prix des Nouvelles voix du polar 2016 : Point Zéro (réédition Pocket)[25]